# Takahito Mura
Takahito Mura (jap. 無良崇人, Mura Takahito; * 11. Februar 1991 in Matsudo, Präfektur Chiba) ist ein ehemaliger japanischer Eiskunstläufer, der im Einzellauf startete. Er ist der Vier-Kontinente-Meister von 2014.
Mura stammt aus einer Familie von Eiskunstläufern. Beide Eltern waren in den 1980er Jahren im Einzellauf ebenso wie im Paarlauf aktiv. Sein Vater Takashi Mura ist sein Trainer.
Mura erreichte 2009 als Dritter erstmals das Podium bei den japanischen Meisterschaften der Senioren und qualifizierte sich dadurch erstmals für eine Weltmeisterschaft. Dort belegte er bei seinem Debüt den 15. Platz. Erst im Jahr 2013 gelang es Mura wieder sich gegen die starke Konkurrenz aus dem eigenen Land durchzusetzen und sich als Dritter bei den nationalen Meisterschaften erneut die Teilnahme für die Weltmeisterschaft zu sichern. Im kanadischen London belegte er den achten Platz. Bereits in der Grand-Prix-Serie zuvor hatte Mura seine aufsteigende Form bewiesen, als er mit dem Sieg bei der Trophée Eric Bompard seinen ersten Grand-Prix-Wettbewerb gewinnen konnte. 2014 gewann Mura in Taipeh die Vier-Kontinente-Meisterschaften.

## Einzelnachweise

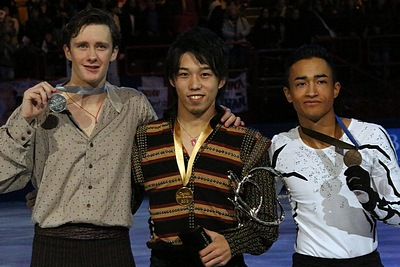
Mura bei seinem Sieg bei der Trophée Eric Bompard 2012

## Ergebnisse
| Meisterschaft / Jahr            | 2006  | 2007  | 2008  | 2009  | 2010  | 2011  | 2012  | 2013  | 2014  | 2015  | 2016  | 2017  | 2018  |
| ------------------------------- | ----- | ----- | ----- | ----- | ----- | ----- | ----- | ----- | ----- | ----- | ----- | ----- | ----- |
| Weltmeisterschaften             |       |       |       | 15.   |       |       |       | 8.    |       | 16.   |       |       |       |
| Vier-Kontinente-Meisterschaften |       |       |       |       |       |       | 5.    | 8.    | 1.    | 7.    | 5.    |       | 12.   |
| Juniorenweltmeisterschaften     | 5.    | 8.    | 19.   |       |       |       |       |       |       |       |       |       |       |
| Japanische Meisterschaften      | 2. J  | 8.    | 1. J  | 3.    | 10.   | 5.    | 5.    | 3.    | 6.    | 5.    | 3.    | 3.    | 3.    |
| –                               |       |       |       |       |       |       |       |       |       |       |       |       |       |
| Grand-Prix-Wettbewerb / Saison  | 05/06 | 06/07 | 07/08 | 08/09 | 09/10 | 10/11 | 11/12 | 12/13 | 13/14 | 14/15 | 15/16 | 16/17 | 17/18 |
| Grand-Prix-Finale               |       |       |       |       |       |       |       |       |       | 5.    |       |       |       |
| Skate America                   |       |       |       |       |       |       |       |       |       |       | 10.   |       | 7.    |
| Skate Canada                    |       |       |       |       |       |       |       | 8.    | 10.   | 1.    |       | 8.    | 12.   |
| Trophée Eric Bompard            |       |       |       |       |       |       |       | 1.    |       |       |       | 5.    |       |
| NHK Trophy                      |       |       |       | 5.    |       | 6.    |       |       | 6.    | 3.    | 3.    |       |       |

- J = Junioren